# Protimesius gracilis
Protimesius gracilis is een hooiwagen uit de familie Stygnidae.